# Crack (bola)
Copa do Mundo FIFA de 1962 realizada na Chile.

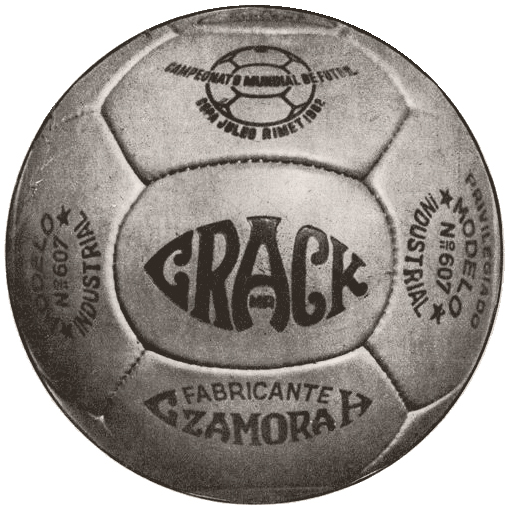
A bola Crack usada na Copa do Mundo FIFA de 1962.

As bolas de futebol usadas no Chile na Copa do Mundo FIFA de 1962 não correspondiam às do padrão europeu. No período das chuvas elas absorviam água e encharcavam, e, no sol, perdiam sua cor. De fato, antes do chute inicial, bem no início da partida entre Chile e Suíça, o árbitro inglês Ken Aston pediu para ver as cinco bolas que seriam usadas no jogo. Ele ficou tão horrorizado com as péssimas condições em que estavam, inclusive descascadas, que pediu uma bola nova que chegou somente aos dez minutos do segundo tempo. Assim, várias bolas européias foram usadas como substitutas das marcas locais em muitas das partidas restantes.